# Peter Heritage
Peter Mark Heritage (sinh ngày 8 tháng 11 năm 1960) là một cựu cầu thủ bóng đá người Anh. Sinh ra ở Bexhill-on-Sea, ông từng thi đấu cho Hastings Town, Gillingham, Hereford United và Doncaster Rovers từ năm 1989 đến năm 1993. Hiện tại ông đang dẫn dắt Eastbourne Town, đang thi đấu ở Premier Division của Southern Combination Football League.